# Distrikt Zurite
Der Distrikt Zurite liegt in der Provinz Anta in der Region Cusco in Südzentral-Peru. Der Distrikt wurde am 2. Januar 1857 gegründet. Er hat eine Fläche von 60,9 km². Beim Zensus 2017 wurden 3762 Einwohner gezählt. Im Jahr 1993 lag die Einwohnerzahl bei 4083, im Jahr 2007 bei 3705. Sitz der Distriktverwaltung ist die auf einer Höhe von 3405 m gelegene Ortschaft Zurite mit 1546 Einwohnern (Stand 2017). Zurite liegt knapp 12 km westlich der Provinzhauptstadt Anta.

## Geographische Lage
Der Distrikt Zurite liegt zentral in der Provinz Anta. Das Areal wird über den Río Huarocondo nach Norden zum Río Urubamba entwässert. Der Distrikt Zurite grenzt im äußersten Süden an den Distrikt Chinchaypujio, im Westen an den Distrikt Ancahuasi, im Norden an den Distrikt Huarocondo sowie im Osten an den Distrikt Anta.

## Ortschaften
Im Distrikt gibt es neben dem Hauptort folgende größere Ortschaften:
- Tambo Real (595 Einwohner)

## Sehenswürdigkeiten
Besuchenswert ist die im Kolonialstil erbaute katholische Pfarrkirche San Nicolás de Bari in Zurite mit einem prächtigen Hochaltar und Wandmalereien.